# Mansa bakeri
Mansa bakeri är en stekelart som beskrevs av Joseph Augustine Cushman 1922. Mansa bakeri ingår i släktet Mansa och familjen brokparasitsteklar. Inga underarter finns listade i Catalogue of Life.